# 史蒂文·巴尼特 (水球运动员)
史蒂文·巴尼特（英語：Steven Barnett，1943年6月6日—），美国男子水球运动员。他曾代表美国国家队参加1968年和1972年夏季奥林匹克运动会水球比赛，其中1972年奥运会获得一枚铜牌。